# Хроника королей Леона

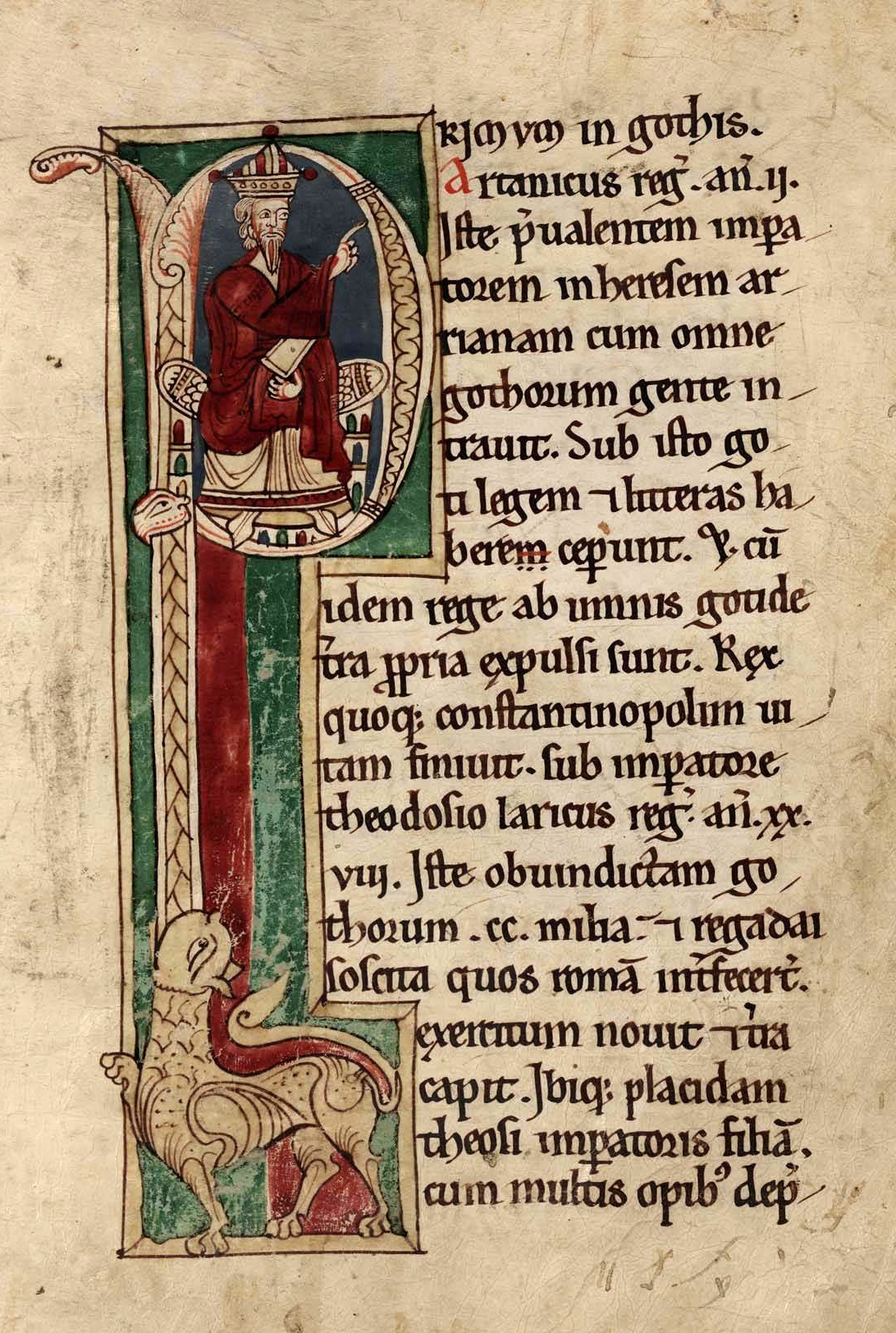
Лист из рукописи XII века, хранящейся в Национальной библиотеке Испании с текстом «Хроники королей Леона» Пелайо из Овьедо

Хроника королей Леона (лат. Chronicon regnum Legionensium) — историческое сочинение XI века, написанное на латинском языке епископом Пелайо из Овьедо. Является частью рукописного свода под названием «Книга хроник» (лат. Liber Chronicorum), который был составлен в скриптории кафедрального собора Овьедо в период ранее 1132 года. Представляет собой краткое изложение истории королевства Леон с восшествия на престол Бермудо II (982 год) до смерти Альфонсо VI (1109 год).

## Издания
- The World Of El Cid: Chronicles of Spanish Conquest, Manchester University Press, 2000, pp. 65-89.

## Переводы на русский язык
- Хроника королей Леона в переводе с англ. С. Железнова на сайте Восточная литература